# Остаточна програма
«Остаточна програма» (англ. The Final Programme) — роман британського письменника-фантаста Майкла Муркока. Він був написаний 1965 року, коли почала зароджуватися андеґраундна культура, але не був опублікований кілька років. Муркок заявив, що тодішні видавці вважали це «надто дивним».
Це був перший із його циклу романів і оповідань «Джеррі Корнеліус», який спочатку був опублікований у м'якій палітурці в США видавництвом Avon Books у 1968 році, а потім у Лондоні у твердій палітурці видавництвом Allison & Busby у жовтні 1969 року. По ньому було знято однойменний фільм 1973 року (режисер Роберт Фуест), але Муркок критично поставився до версії, випущеної на екрані.
Дія відбувається у світі, менш абстрактному й хаотичному, ніж у наступних частинах, і знайомить нас із Джеррі Корнеліусом, модним суперагентом-плейбоєм, та його пригодами, коли він намагається зірвати задум свого недоброчесного брата Френка та міс Бруннер створити суперкомп'ютер з недобрими намірами. Джеррі виявляється втягнутим у плани міс Бруннер створити досконалу істоту шляхом злиття тіл Джеррі та її самої. Коли це вдається, з машини з'являється променисто харизматична гермафродитна істота. Всі, хто бачить нову істоту, тремтячи падають на коліна. З часом Джеррі виявляє, що «це смачний світ».
Всупереч очевидному хаосу пізніших романів Корнелія, «Остаточна програма» досить структурована, будучи альтернативним переказом основних епізодів саги про Елріка з Мелнібоне, де різні персонажі виконують ролі, схожі на ролі попередніх оповідань: Джеррі як Елрік, Кетрін у ролі Кіморіл та міс Бруннер у ролі Буревісника.
Перше американське видання (1968) цього твору було піддано цензурі. Американське видання «Остаточної програми» 1976 року включало вступ Нормана Спінрада. У оновленому вигляді роман вперше був опублікований у 1979 році. У 2008 році Муркок опублікував оригінальну неопубліковану першу чернетку першої частини роману під назвою «Фаза 1: Історія Джеррі Корнеліуса» у своїй збірці оповідань «Елрік: Врятувати Танелорн», опублікованій Del Rey.